# Ernst Sellner

Ernst Sellner (um 1893)

Ernst Sellner (* 28. April 1826 in Hellingen; † 28. März 1899 in Lendershausen) war ein fränkischer Landwirt und Abgeordneter.

## Werdegang
Sellner war Landwirt im unterfränkischen Lendershausen. Als Kandidat der liberalen Fortschrittspartei zog er bei der Landtagswahl 1869 im Wahlbezirk Schweinfurt in die Kammer der Abgeordneten des Bayerischen Landtags ein, dem er zunächst bis 1875 und dann vom 2. Juli 1878 bis zu seinem Tod im März 1899 angehörte.